# Lucie Pingeon
Lucie Pingeon est une footballeuse française, née le 13 janvier 1996 à Vénissieux dans le Rhône. Elle évolue au poste d'attaquante ou de milieu de terrain offensive.

## Biographie

### Carrière en club

#### Chez les Verts
Début juillet 2016, elle s'engage en faveur de l'AS Saint-Étienne.

## Statistiques et palmarès

### Statistiques
Le tableau suivant présente, pour chaque saison, le nombre de matchs joués et de buts marqués dans le championnat national, en Coupe de France (Challenge de France) et éventuellement en compétitions internationales. Le cas échéant, les sélections nationales sont indiquées dans la dernière colonne.
| Saison    | Club                       | Championnat | Championnat | Championnat | Coupe nationale | Coupe nationale | Coupe nationale | Coupe internationale | Coupe internationale | Coupe internationale | Sélections nationales | Sélections nationales | Sélections nationales |
| Saison    | Club                       | Type        | Matchs      | Buts        | Type            | Matchs          | Buts            | Type                 | Matchs               | Buts                 | Type                  | Matchs                | Buts                  |
| 2011-2012 | Olympique lyonnais -19 ans | CNF U19     | 15          | 16          | -               | -               | -               | -                    | -                    | -                    | -16 ans               | 2                     | 1                     |
| 2012-2013 | Olympique lyonnais -19 ans | CNF U19     | 17          | 29          | -               | -               | -               | -                    | -                    | -                    | -16 ans + -17 ans     | 2 + 8                 | 2 + 3                 |
| 2013-2014 | Olympique lyonnais -19 ans | CNF U19     | 9           | 10          | -               | -               | -               | -                    | -                    | -                    | -                     | -                     | -                     |
| 2014-2015 | Olympique lyonnais         | Division 1  | 8           | 4           | CDF             | 0               | 0               | LdC                  | 1                    | 0                    | -                     | -                     | -                     |
| 2015-2016 | Olympique lyonnais         | Division 1  | 1           | 0           | CDF             | 1               | 0               | LdC                  | 0                    | 0                    | -                     | -                     |                       |
| 2016-2017 | AS Saint-Étienne           | Division 1  | 13          | 0           | CDF             | 4               | 3               |                      | 0                    | 0                    | France B              | 2                     | -                     |

### Palmarès

#### En club
- Vainqueur du Challenge National U19 en 2014 avec l'Olympique lyonnais
- Finaliste du Challenge National U19 en 2013 avec l'Olympique lyonnais
- Championne de France en 2015 et 2016 avec l'Olympique lyonnais

#### En sélection
- France U16
  - Troisième de la Nordic Cup en 2012 en Norvège

#### Distinctions personnelles
- Meilleure buteuse du Challenge National U19 en 2013 (29 buts)
- 3e meilleure buteuse du Challenge National U19 en 2012 (16 buts)